# Hoosier Hurricane
Hoosier Hurricane in Indiana Beach (Monticello, Indiana, USA) ist eine Holzachterbahn des Herstellers Custom Coasters International, die am 27. Mai 1994 eröffnet wurde. Sie zählt zur Kategorie der Hybrid-Holzachterbahnen, was in diesem Fall bedeutet, dass die Schienen zwar aus Holz sind, das Traggerüst jedoch aus Stahl. Für Custom Coasters International war dies die erste Hybrid-Holzachterbahn und die dritte Achterbahn allgemein. Zur Eröffnung war sie die längste Holzachterbahn des Parks und die erste Holzachterbahn in Indiana seit 50 Jahren.
Die 881 m lange Strecke wurde am Ufer von Lake Shafer errichtet und erreicht eine Höhe von 24 m. Die Höchstgeschwindigkeit beträgt 82 km/h. Für einen kurzen Streckenabschnitt (die S-Kurve vor der Abfahrt) teilt sich Hoosier Hurricane die Stützen mit der Achterbahn Cornball Express.

## Züge
Hoosier Hurricane besitzt zwei Züge von Philadelphia Toboggan Coasters mit jeweils sechs Wagen. In jedem Wagen können vier Personen (drei Reihen à zwei Personen) Platz nehmen. Als Rückhaltesystem kommen Sicherheitsgurte und einfach einrastende Schoßbügel zum Einsatz.